# Heteromysis muelleri
Heteromysis muelleri är en kräftdjursart som beskrevs av Mihai Bacescu 1976. Heteromysis muelleri ingår i släktet Heteromysis och familjen Mysidae. Inga underarter finns listade i Catalogue of Life.